# Cnemaspis anaikattiensis
Cnemaspis anaikattiensis là một loài thằn lằn trong họ Gekkonidae. Loài này được Mukherjee, Bhupathy & Nixon mô tả khoa học đầu tiên năm 2005.